# TW 2000
Der TW 2000 ist ein Stadtbahnfahrzeugtyp, der bei der Stadtbahn Hannover eingesetzt wird.

## Allgemeines
Für Streckenverlängerungen benötigte die Üstra Mitte der 1990er Jahre weitere Fahrzeuge; durch die Vergabe der EXPO 2000 nach Hannover und den dadurch geplanten Ausbau des Stadtbahn-Netzes und der prognostizierten Besucherzahlen stieg dieser Bedarf deutlich. Da die Fahrzeuge des bisherigen Typs TW 6000 aus den 1970er Jahren nicht mehr dem Stand der Technik entsprachen und Züge mit mehr Fassungsvermögen eingesetzt werden sollten, sollte ein neuer Fahrzeugtyp entwickelt werden, der die Fortschritte im Fahrzeugbau aufnahm. Der britische Designer Jasper Morrison legte 1994 erste Konzeptstudien vor. Nach der Auftragsvergabe an Alstom LHB wurde das erste Fahrzeug auf der Hannover Messe 1997 vorgestellt. Die silbergraue Außenhaut der Wagen hat ihm den Spitznamen „Silberpfeil“ eingebracht. Man verzichtete auf ein großflächiges „Üstragrün“, da eine solche Außenlackierung den Wagenkörper zu mächtig hätte wirken lassen.
Seit September 1997 wird der neue Fahrzeugtyp TW 2000 eingesetzt. Bis zur Expo 2000 wurden 144 Wagen in zwei verschiedenen Versionen beschafft. 108 dieser Fahrzeuge hatte die üstra im Rahmen eines Cross-Border-Leasing-Geschäftes finanziert und dadurch bei einem Kaufpreis von 190 Mio. Euro nach eigenen Angaben 14 Mio. Euro gespart.

## Varianten

### TW 2000
48 Fahrzeuge sind wie die TW 6000 Zweirichtungsfahrzeuge (zwei Führerstände und Türen auf beiden Seiten). Sie haben die Wagennummern 2001 bis 2048. Der Wagen 2007 hatte im Juli 2012 einen Unfall und wurde im Folgejahr verschrottet.

### TW 2500
Die anderen 96 Fahrzeuge sind als unechte Zweirichtungswagen mit nur einem Führerstand und beidseitigen Türen ausgeführt und werden ausschließlich paarweise eingesetzt. Das andere Ende des Fahrzeugs ist mit einem Übergang ausgestattet, so dass der Zug für Fahrgäste durchgängig begehbar ist. An diesem Wagenende befindet sich ein im Normalbetrieb nicht sichtbarer Behelfsführerstand für Rangierfahrten. Diese Fahrzeuge haben die Wagennummern 2501 bis 2596.

## Weiterentwicklung
Die TW 2000 unterscheiden sich, von den beiden Untertypen TW 2000 und TW 2500 abgesehen, voneinander kaum. Unter den 144 Fahrzeugen sind einige wenige mit Fahrschulausrüstung geliefert worden. Man erkennt sie von innen an den zweigliedrigen Fahrerkabinentüren. Außerdem sind im Gelenkbereich die Haltestangen geringfügig geändert worden (ab Wagen 2011 bzw. ab Wagen 2516).
Die Halteschlaufen mit den rechteckigen Plastikgriffen sind durch haltbarere aus einem Lederriemen mit Griffstücken aus Aluminium ersetzt worden. Die silbernen Fenstereinfassungen sind bei allen Wagen durch Gummidichtungen ersetzt worden.
Außerdem werden die hellen Sitzschalen sukzessive durch dunklere ersetzt und die immer wieder beschädigten Klappsitzbänke durch Einzelklappsitze wie im TW 3000 ersetzt. Außerdem ersetzt im Bereich der Klappstufen ein rutschhemmender Belag den bisherigen PVC-Belag.
Seit Januar 2019 werden immer mehr Wagen mit einer LED-Zielanzeigen in der Farbe Amber ausgerüstet.

## Technik

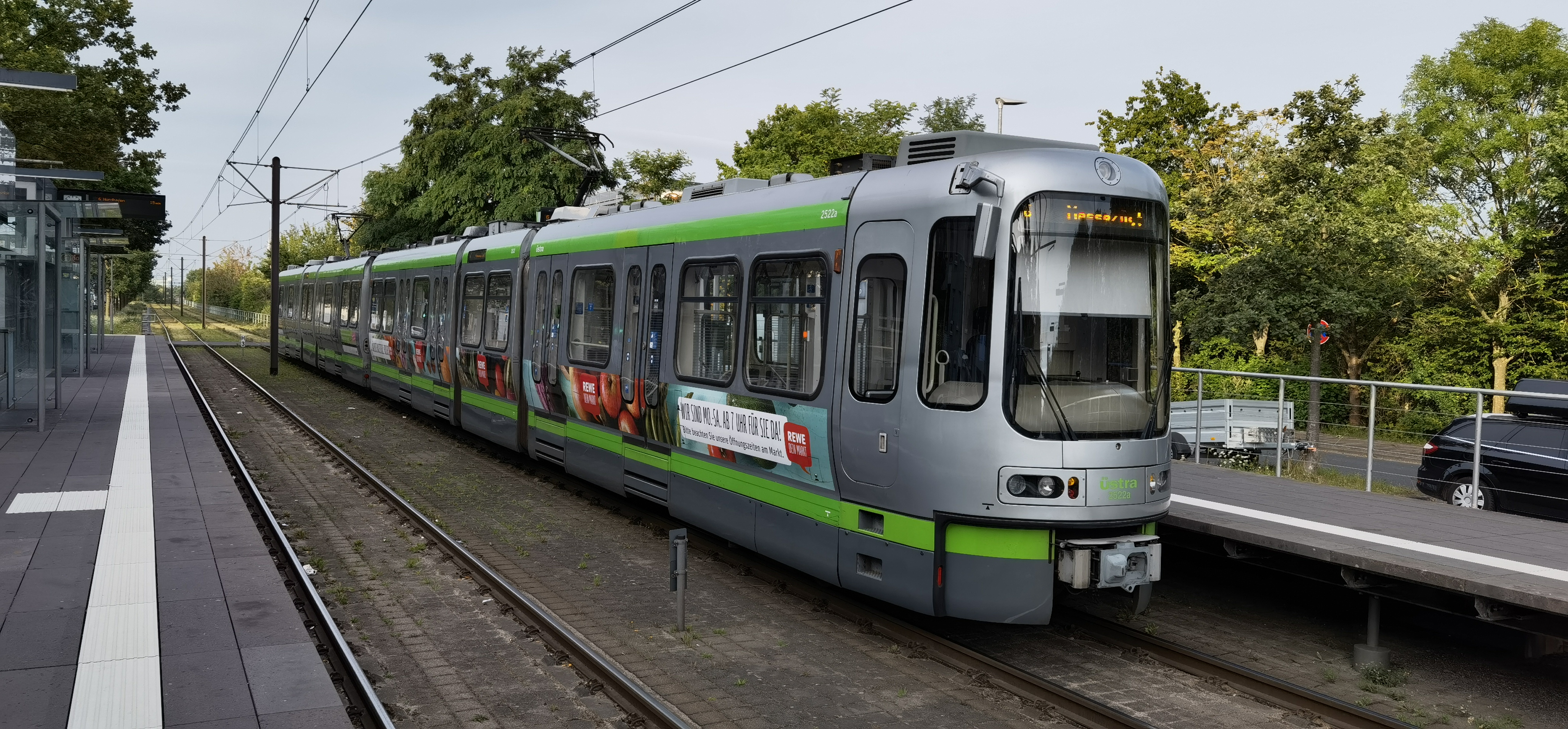
TW 2500 auf der Linie 6 an der Haltestelle Krügerskamp

Der Wagenkasten ist mit 2,65 Metern breiter als der der älteren Serie TW 6000. Auf Bahnsteighöhe ist er auf 2,45 Meter Breite reduziert, damit die Wagen die bestehenden Hochbahnsteige anfahren können, die einst für 2,5 Meter breite Fahrzeuge ausgelegt wurden. Der Wagenkasten ist in Stahlleichtbauweise erstellt; die Führerstände sind in einem Stück aus glasfaserverstärktem Kunststoff gefertigt. Unter den Führerständen ist die Scharfenbergkupplung in einer beweglichen Verkleidung schwenkbar angeordnet, wodurch ein enger Kuppelabstand von 16 Zentimetern ermöglicht wird. Höchstgeschwindigkeit, Beschleunigungs- und Bremsverhalten entsprechen denen des TW 6000. TW 6000, TW 2000 und TW 3000 sind mechanisch untereinander kuppelbar, allerdings nicht elektrisch, sodass sie sich gegenseitig abschleppen können.
Statt mechanischer Falttüren werden beim TW 2000 Schwenk-Schiebe-Türen eingesetzt, die etwas langsamer schließen als die Falttüren des TW 6000. Statt Klapptrittstufen kommen Hub-Schwenkstufen zur Anwendung. Die mit Holz verkleideten Sitze sind ergonomisch geformt. Sie sind weitgehend in Längsrichtung angeordnet, was im Vorfeld der Beschaffung zu kontroversen Diskussionen geführt hat. Leuchtstoffröhren leuchten den Fahrgastraum aus.
Die Frontscheibe des TW 2000 wölbt sich stark, was zu zahlreichen Spiegelungen und Blendungen führt. Dadurch wird zu einem die Sicht des Fahrers beeinträchtigt, zum anderen lassen sich Zielanzeigen von außen mitunter schlecht ablesen.
Die Wagen sind mit mehreren paarweise angeordneten TFT-Bildschirmen ausgestattet, die den Fahrgästen damit erstmals das von public broadcast Rundfunkgesellschaft betreute Fahrgastfernsehen bieten. Der Bildschirm auf der linken Seite zeigt die nächsten Stationen sowie Umstiegsmöglichkeiten. Auf dem rechten Bildschirm werden Werbung und Nachrichten gezeigt.
Außerdem wurde mittlerweile in 77 „Silberpfeilen“ (2021–2048 sowie 2521–2569) ein Video-Überwachungssystem installiert. Dieses soll die Wagen vor Vandalismus schützen und den Fahrgästen mehr Sicherheit bieten. Die Aufnahmen werden dabei auf einem Festspeicher im Führerstand gespeichert und nach 24 Stunden wieder überschrieben, falls keine besonderen Ereignisse vorgekommen sind, die eine Auswertung der Aufzeichnungen erfordern.
Anders als beim TW 6000 hat es bei der 2000er-Reihe keine umfangreichen Tests oder gar Vorserienfahrzeuge gegeben. Lediglich der Führerstand wurde testweise in einen Wagen der TW-6000-Baureihe eingebaut, um die Ergonomie zu prüfen. Bei Inbetriebnahme der TW 2000 kam es deshalb zu zahlreichen Kinderkrankheiten, deren hartnäckigste wohl die Probleme mit der Trittstufenmechanik waren: Zeitweise war an jedem Wagen der TW-2000-Serie mindestens eine Tür nicht funktionsfähig. Außerdem wird die Elektronik des Wagens durch ein 386er-basiertes System gesteuert, das ab und zu Fehlfunktionen hatte. Durch die dann erforderliche Störungsbeseitigung dauerte es mehrere Minuten, bis das Fahrzeug wieder fahrtauglich war.
Auch nach Jahren des Einsatzes konnten die Wagen noch mit unangenehmen Überraschungen aufwarten: Im Herbst 2004 stand kurzfristig der Einsatz der gesamten TW-2000-Flotte zur Disposition, nachdem mehrfach ohne ersichtlichen Grund Achslager heiß gelaufen waren und eine Gefährdung des Betriebes nicht ausgeschlossen werden konnte. Kurzfristig wurde das Problem durch verstärkten Einsatz noch verfügbarer TW 6000 und regelmäßige Überprüfung der noch betriebenen TW 2000 gelöst. Dabei mussten die Fahrgäste im laufenden Betrieb das Fahrzeug auf dem Betriebshof wechseln; der geräumte Zug wurde dann in der Arbeitsgrube auf erhöhte Temperaturen der Achslager geprüft. Nach einigen Wochen waren sämtliche Züge mit Temperaturfühlern in den Achslagern ausgestattet, die rechtzeitig ein heiß laufendes Lager erkennen und melden können. Langfristig war der Austausch sämtlicher Achslager im Zuge der üblichen Wartungsarbeiten vorgesehen.

## Einsatz

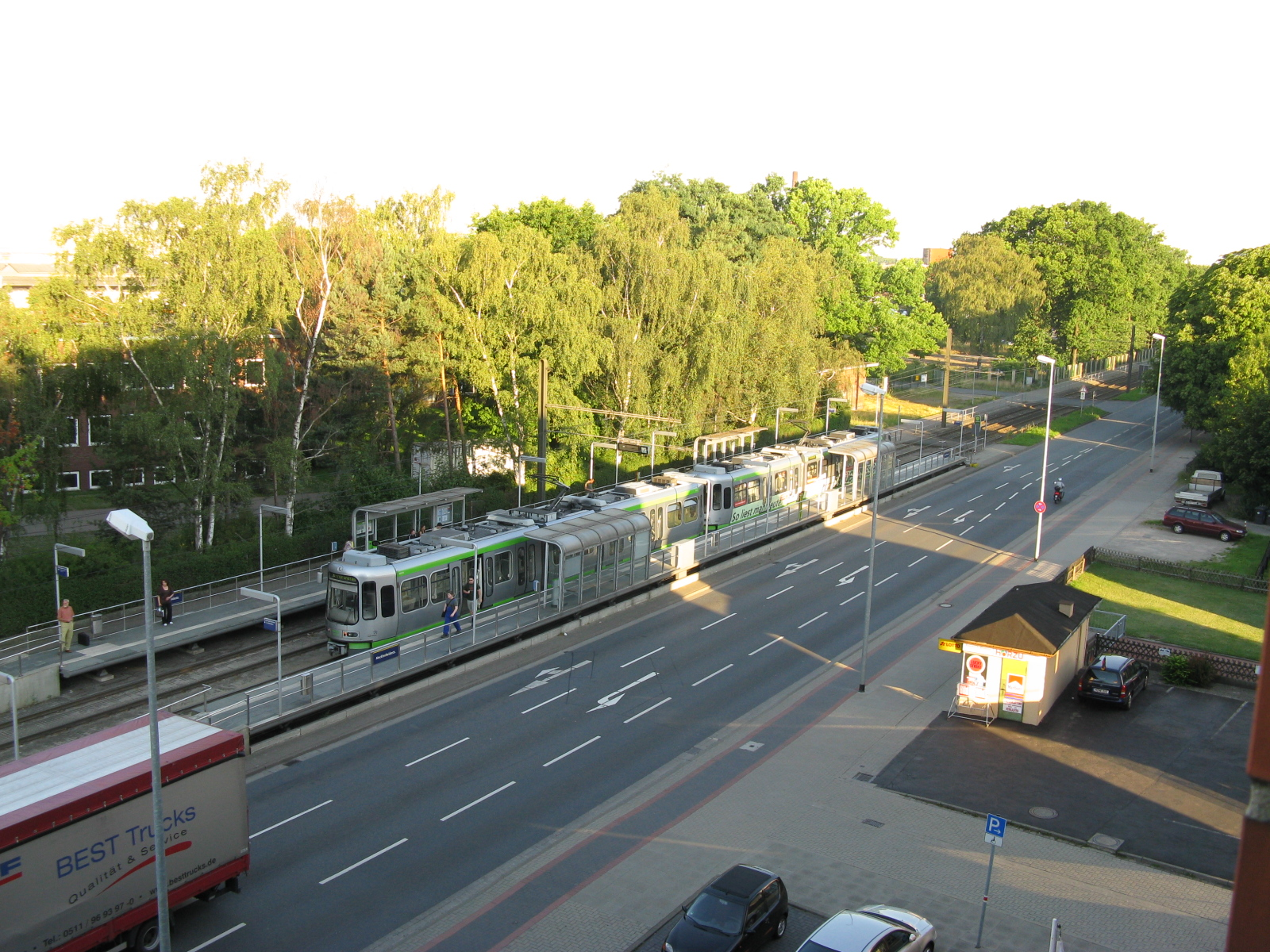
TW 2000 aus der Vogelperspektive an der Haltestelle Mecklenheidestraße

Wegen der im Vergleich zum TW 6000 größeren Breite von 2,65 Meter und des dadurch nötigen größeren Gleisabstandes konnten die TW 2000 bis 2023 nicht auf allen Strecken des Netzes eingesetzt werden. Zunächst wurden sie nur auf der B-Strecke eingesetzt. Bis zum Jahr 2000 wurde die C-Strecke mit Ausnahme der Äste Nackenberg – Kirchrode und Hogrefestraße – Stöcken TW-2000-tauglich. Auf der Linie 3 (A-Strecke) können TW 2000 seit Mai 2006 fahren. Hierfür mussten unter anderem ein großer Teil der Strecke auf der Podbielskistraße verbreitert und die Haltestelle Beekestraße umgebaut werden.
Seit einer Liniennetzänderung im Dezember 2009 kann der TW 2000 auch auf der Linie 7 fahren, was auf dem Linienast Noltemeyerbrücke–Fasanenkrug nicht möglich war.
Seit September 2017 fährt der TW 2000 auch auf der Linie 10, nachdem die Linie 10 schon in den Sommerferien 2014, 2015, 2016 und 2017 während einer Umleitung in den A-Tunnel mit TW 2000 fuhr.
Seit Dezember 2017 fährt der TW 2000 auch auf der Linie 5.
Trotz eines Begegnungsverbotes für TW 2000 und TW 3000 in der Deisterstraße fuhr der TW 2000 immer häufiger auch auf der Linie 17.
Der Y-Verkehr der Linien 2 und 8 wurde seit Dezember 2019 mit TW 2000 gefahren.
Seit Dezember 2023 fährt der TW 2000 auch auf den Linien 9 und 13.
Bei Grunderneuerungen der Gleise in diesen Bereichen wird der Gleisabstand an eine Fahrzeugbreite von 2,65 Meter angepasst.
Bis zu drei Fahrzeuge werden im Linienbetrieb im Zugverband eingesetzt. Ein Zug besteht dann aus zwei TW 2500 und einem TW 2000. Drei TW 2000 sind nicht möglich, da nach BOStrab die Länge der Züge im Straßenverkehr 75 m nicht überschreiten darf. Diese betriebliche Einschränkung führt dazu, dass die TW 2000 auf eine deutlich geringere Jahreskilometerleistung kommen als die TW 2500. Auf den Linien 1 und 4 fuhren seit 2001 Drei-Wagen-Züge im Berufsverkehr, auf der Linie 3 seit Juni 2006 und auf der Linie 6 seit Dezember 2009. Im Messeverkehr sind mit einer Ausnahmegenehmigung auch 100 Meter lange Vier-Wagen-Züge auf den Linien zum Messegelände im Einsatz. Meist werden sie aus zwei TW 2500 und zwei TW 2000 gebildet, da sich die Vier-Wagen-Züge so leicht um einen oder zwei Wagen kürzen lassen, wenn der Fahrgastandrang nachlässt.
Da die äußeren Türen der TW-2000-Fahrzeuge nicht am Wagenende liegen, können die Bahnsteige etwa fünf Meter kürzer als die längsten eingesetzten Zugverbände sein. Für Drei-Wagen-Züge werden somit 70 Meter lange Bahnsteige benötigt, für Zwei-Wagen-Züge 45 Meter lange.

### Aktueller Linieneinsatz (2024)
In Doppeltraktion verkehrt der TW 2000 ausschließlich auf den Linien 10 und 12, teilweise auch auf den Linien 2, 3, 5, 8, 11 und 13. Die Linien 1, 6 und 9 verkehren typenrein mit TW-2000-Dreifachtraktionen. Seit Auslieferung der TW 3000 wurden die Linien 4 und 7 von TW 2000 auf TW 3000 umgestellt, einen Teil der TW 2000 haben die TW 3000 auch auf den Linien 3, 5 und 11 abgelöst. Darüber hinaus werden bei Messen Dreiwagenzüge auf der Linie 6 und Verstärkungszügen (ehemals Linie 16) und Dreiwagenzüge, seltener auch Vierwagenzüge auf der Linie 8 und Verstärkungszügen (ehemals Linie 18) eingesetzt.